# V8 Supercar 2009
V8 Supercar 2009 kommer att köras över 14 racehelger.

## Kalender
11 helger består av tre race, medan premiären i Adelaide består av två race, medan enduranceracen L&H 500 på Phillip Island och Supercheap Auto Bathurst 1000 på Mount Panorama Circuit körs öbver ett race (med ett kvalrace för varje förare på Phillip Island). Oran Park utgår efter banans nedläggning, och även Eastern Creek utgår från kalendern. De banorna har blivit ersatta av två stadsbanor; Townsville Street Circuit i Townsville och Homebush Street Circuit utanför Sydneys olympiastadion. Dessutom ska serien köra en deltävling utanför mästerskapet i samband med Australiens Grand Prix på Albert Park i Melbourne. Serien inkluderar även ett samarrangemang med A1GP på Surfers Paradise.

### Heatvinnare
| Datum          | Tävling              | Bana             | Vinnare                   | Märke  | Vinnare           | Märke  |
| -------------- | -------------------- | ---------------- | ------------------------- | ------ | ----------------- | ------ |
| 21-22 mars     | Clipsal 500          | Adelaide         | Jamie Whincup             | Ford   | Jamie Whincup     | Ford   |
| 18-19 april    | Hamilton 400         | Hamilton         | Jamie Whincup             | Ford   | Jamie Whincup     | Ford   |
| 2-3 maj        | Winton               | Winton           | Craig Lowndes             | Ford   | Craig Lowndes     | Ford   |
| 30-31 maj      | Tasmania Challenge   | Symmons Plains   | Garth Tander              | Holden | Jamie Whincup     | Ford   |
| 20-21 juni     | Skycity Triple Crown | Hidden Valley    | Jamie Whincup             | Ford   | Michael Caruso    | Holden |
| 11-12 juli     | Townsville 400       | Townsville       | Jamie Whincup             | Ford   | James Courtney    | Ford   |
| 1-2 augusti    | Sandown              | Sandown          | Will Davison              | Holden | Garth Tander      | Holden |
| 22-23 augusti  | Queensland 400       | Queensland       | Jamie Whincup             | Ford   | Will Davison      | Holden |
| 13 september   | L&H 500              | Phillip Island   | Will Davison Garth Tander | Holden | Inget race        | -      |
| 11 oktober     | Bathurst 1000        | Bathurst         | Will Davison Garth Tander | Holden | Inget race        | -      |
| 24 oktober     | Nikon Super GP       | Surfers Paradise | Mark Winterbottom         | Ford   | Garth Tander      | Holden |
| 25 oktober     | Nikon Super GP       | Surfers Paradise | Craig Lowndes             | Ford   | Mark Winterbottom | Ford   |
| 7-8 november   | Phillip Island       | Phillip Island   | Jamie Whincup             | Ford   | Jamie Whincup     | Ford   |
| 21-22 november | BigPond 400          | Barbagallo       | Jamie Whincup             | Ford   | Craig Lowndes     | Ford   |
| 5-6 december   | Sydney Telstra 500   | Sydney           | Garth Tander              | Holden | James Courtney    | Ford   |

### Omgångsvinnare
| Datum          | Tävling              | Bana             | Vinnare                   | Märke  | Tvåa                              | Märke  | Trea                              | Märke  |
| -------------- | -------------------- | ---------------- | ------------------------- | ------ | --------------------------------- | ------ | --------------------------------- | ------ |
| 21-22 mars     | Clipsal 500          | Adelaide         | Jamie Whincup             | Ford   | Will Davison                      | Holden | Lee Holdsworth                    | Holden |
| 18-19 april    | Hamilton 400         | Hamilton         | Jamie Whincup             | Ford   | Lee Holdsworth                    | Holden | Steven Johnson                    | Ford   |
| 2-3 maj        | Winton               | Winton           | Craig Lowndes             | Ford   | Will Davison                      | Holden | Jamie Whincup                     | Ford   |
| 30-31 maj      | Tasmania Challenge   | Symmons Plains   | Will Davison              | Holden | Jamie Whincup                     | Ford   | Garth Tander                      | Holden |
| 20-21 juni     | Skycity Triple Crown | Hidden Valley    | Craig Lowndes             | Ford   | Jamie Whincup                     | Ford   | Michael Caruso                    | Holden |
| 11-12 juli     | Townsville 400       | Townsville       | Jamie Whincup             | Ford   | Will Davison                      | Holden | Garth Tander                      | Holden |
| 1-2 augusti    | Sandown              | Sandown          | Will Davison              | Holden | Craig Lowndes                     | Ford   | Jamie Whincup                     | Ford   |
| 22-23 augusti  | Queensland 400       | Queensland       | Mark Winterbottom         | Ford   | James Courtney                    | Ford   | Jamie Whincup                     | Ford   |
| 13 september   | L&H 500              | Phillip Island   | Will Davison Garth Tander | Holden | Jamie Whincup Craig Lowndes       | Ford   | Mark Winterbottom Steven Richards | Ford   |
| 11 oktober     | Bathurst 1000        | Bathurst         | Will Davison Garth Tander | Holden | Jason Richards Cameron McConville | Holden | Lee Holdsworth Michael Caruso     | Holden |
| 24-25 oktober  | Nikon Indy 300       | Surfers Paradise | Mark Winterbottom         | Ford   | Garth Tander                      | Holden | Craig Lowndes                     | Ford   |
| 7-8 november   | The Island 300       | Phillip Island   | Jamie Whincup             | Ford   | Rick Kelly                        | Holden | Garth Tander                      | Holden |
| 21-22 november | BigPond 400          | Barbagallo       | Jamie Whincup             | Ford   | Craig Lowndes                     | Ford   | Steven Johnson                    | Ford   |
| 5-6 december   | Sydney 400           | Homebush         | Mark Winterbottom         | Ford   | Michael Caruso                    | Holden | James Courtney                    | Ford   |